# Grabmal der Isabella von Bourbon

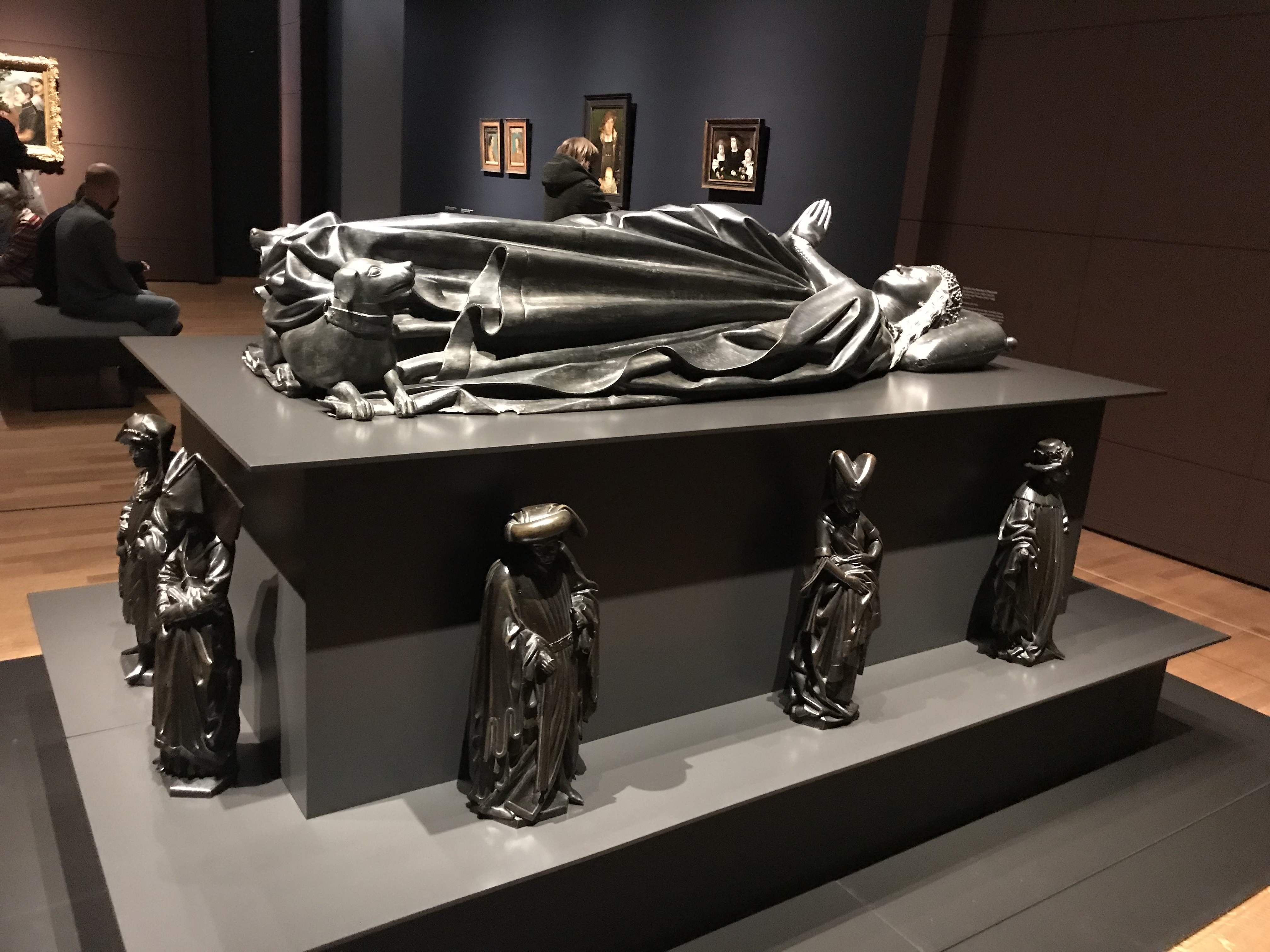
Das Grabmal im Amsterdamer Rijksmuseum in der Ausstellung „Vergeet me niet“ im Jahre 2021

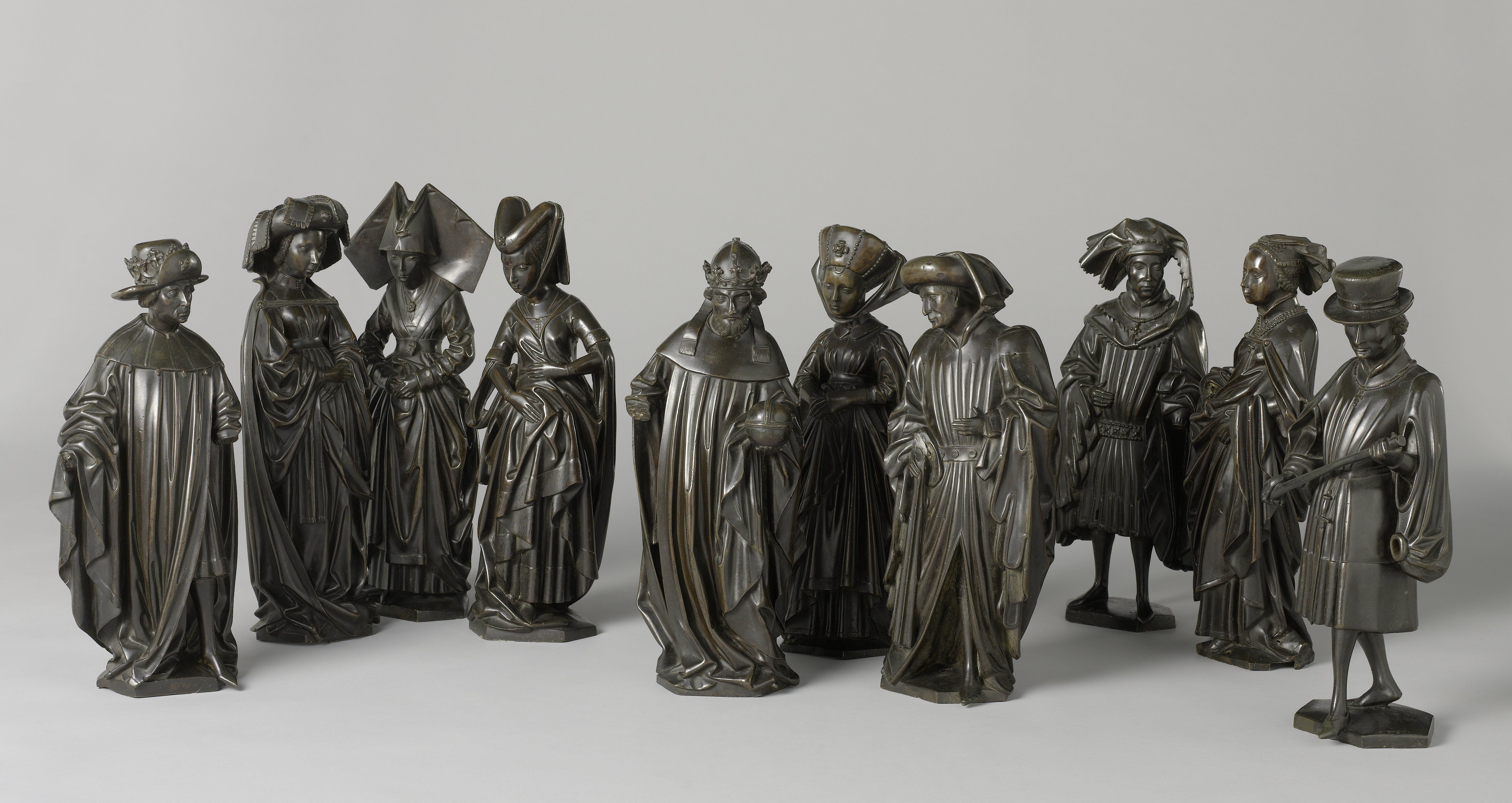
Die Figuren der Trauernden aus dem Rijksmuseum

Das monumentale Grabmal der Isabella von Bourbon wurde 1478 in der Werkstatt des Bronzegießers Jacques de Gérines geschaffen und befand sich in der Abteikirche St. Michael in Antwerpen. Das Grabmal schmückten zahlreiche Bronzestatuen, die historische Persönlichkeiten darstellten. Das Grabmal wurde im Amsterdamer Rijksmuseum in der Ausstellung „Vergeet me niet“ (Vergiss mich nicht) im Jahre 2021 ausgestellt.

## Geschichte
Isabella von Bourbon war die Frau von Karl dem Kühnen. Nach der Schlacht bei Montlhéry wollte sie zu ihrem Ehemann reisen, verstarb jedoch auf der Reise zu ihm in der Abteikirche St. Michael in Antwerpen, wo sie auch begraben wurde. Maria von Burgund ließ dort in den Jahren 1465 bis 1476 ein Grabmal für ihre Mutter errichten, das mit 24 Bronzeskulpturen geschmückt war und mitten im Chor vor dem Hochaltar der Abteikirche aufgestellt wurde.
Während des reformatorischen Bildersturms von 1566 wurde das Grabmal beschädigt und viele der Bronzestatuen gingen verloren. Mit der französischen Revolution wurde das Grabmal aus der Kirche entfernt und zuerst im königlichen Akademiemuseum in Antwerpen ausgestellt. Später wurde das Grabmal im Chorumgang der Antwerpener Liebfrauenkathedrale aufgestellt. 2009 wurde Isabellas Grabstatue von dem Antwerpener Akademiemuseum dem Museum in Löwen verliehen.

## Beschreibung
Der Sarkophag war vollständig von 24 Bronzestatuen (Pleurants/Trauernde) umgeben, die historische Persönlichkeiten  darstellten und 55 cm hoch waren, darunter waren auch die Figuren des Kaisers Ludwig des Bayern (mit Kaiserkrone und Reichsapfel) und Albrecht des Bayern. 1681 wurden zehn der 24 fehlenden Bronzestatuen in Amsterdam entdeckt und 1887 an das Amsterdamer Rijksmuseum ausgeliehen. 1951 wurde ihre Herkunft durch die Untersuchungen von Jaap Leeuwenberg belegt. Eine elfte Bronzestatue, die Katharina von Burgund darstellt, befindet sich im Warschauer Nationalmuseum.

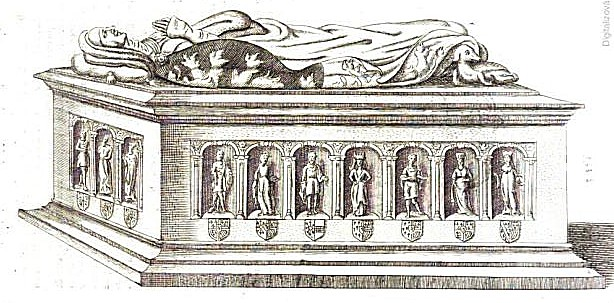
Grabmal der Johanna von Brabant.

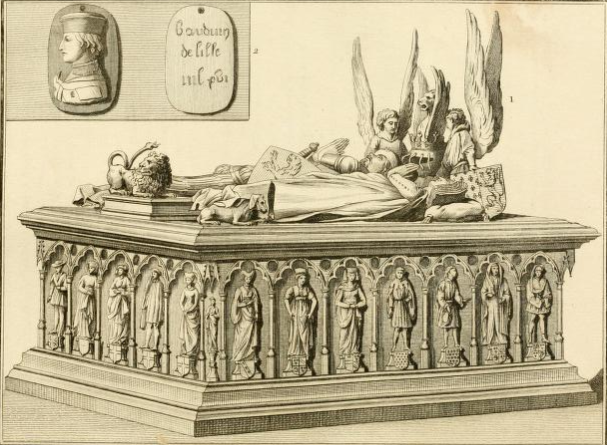
Grabmal für Ludwig II. von Flandern und Margaretha von Brabant sowie Margaretha III.

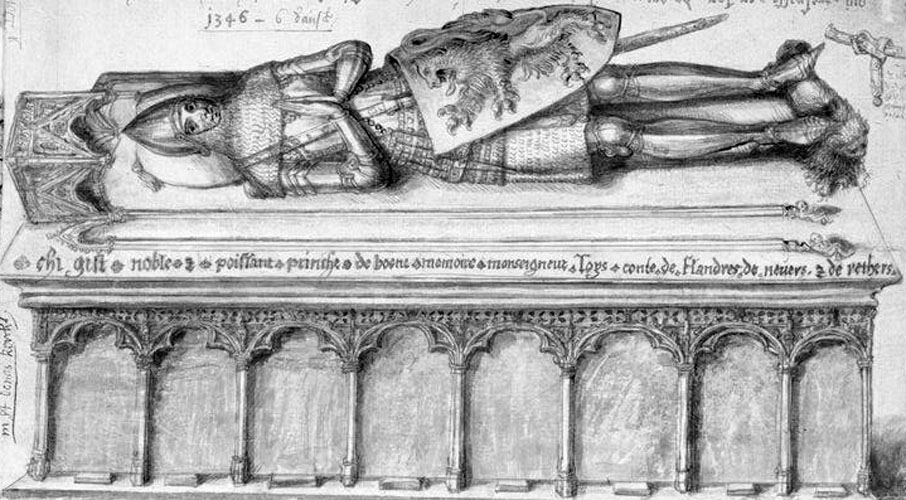
Grabmal für Ludwig I. von Flandern.

Die Figuren sind vermutlich „exakte Abbildungen“ der Figuren am burgundischen Grabmal der Johanna von Brabant in der Brüsseler Karmeliterklosterkirche, das 1457–1458 von Louis de Mâle dem burgundischen Grabmal für Ludwig II. von Flandern und Margaretha von Brabant sowie Margaretha III. in der Stiftskirche St. Peter in Lille  (1454–1455)  nachempfunden wurde. Auftraggeber beider Grabmäler war Philipp der Guten. Ikonografisch sind vermutlich diese drei burgundischen Gräber in Antwerpen, Brüssel und Lille auf das zerstörte Grabmal Ludwigs zurückzuführen, das von seinem Sohn Ludwig von Male 1360 in der heute zerstörten St. Donatus-Kathedrale in Brügge errichtet wurde. Die Bronzefiguren aus Antwerpen gleichen denen des Bildhauers Jean Delemer in Lille und Brüssel, die von Jacob de Gerines nach Holzmodellen Jean Delemer gegossen und von Rogier van der Weyden farbig gefasst wurden. Die Statuen zeigen die Entwicklung von Klagefiguren zur dynastischen Ikonografie der burgundischen Gräber des 15. Jahrhunderts.